# Bernhard Meijer (skriftställare)
Christoffer Bernhard Israel Meijer, född den 10 december 1848, i Malmö, död den 6 februari 1925 i Almesåkra socken, var en svensk lexikograf och skriftställare.

## Biografi
Meijer var son till den från Danmark inflyttade godsägaren och riksdagsmannen med samma namn och dennes hustru Maria Grönqvist. Han avlade studentexamen i Lund 1867 och inskrevs samma år vid Lunds universitet. Där blev han 1873 filosofie kandidat och redan året därpå filosofie doktor på avhandlingen Om den sköna konstens väsende. Under studietiden var Meijer bland annat aktiv i Sällskapet CC samt var ledamot av kommittén bakom Lundakarnevalen 1872.
Året efter sin disputation flyttade Meijer till Stockholm där han snart kom att knytas till redaktionen bakom den första utgåvan av Nordisk familjebok. Meijer var allmän redaktionsmedlem 1876–1880 och återkom sedan som ensam redaktör för bokstaven S åren 1890–1891. När den andra utgåvan ("uggleupplagan") skulle ges ut utsågs Meijer 1903 till huvudredaktör, vilket han var fram till och med bokstaven C, 1906. I mellantiden mellan de två utgåvorna hade han även redigerat en förkortad upplaga av samma verk som gavs ut under namnet Gernandts konversationslexikon (1889–1894).
Utöver de olika utgåvorna av Nordisk familjebok författade Meijer även Svenskt historiskt handlexikon (1882) och Svenskt litteraturlexikon (1884–1886), båda publicerade i den av honom själv utgivna serien "Samling av facklexikon". Vidare var han åren 1881–1885 redaktör för Publicistklubbens tidskrift Julkvällen samt verkade som litteratur- och teaterkritiker på olika håll. Han verkade också som skönlitterär författare, bland annat med romanen Excelsior! (utgiven 1888 under pseudonymen Jonas Hägg) samt med pjäsmanusen Dimman (1913) och Dramatiska interiörer (tre enaktspjäser utgivna 1914).

## Bibliografi

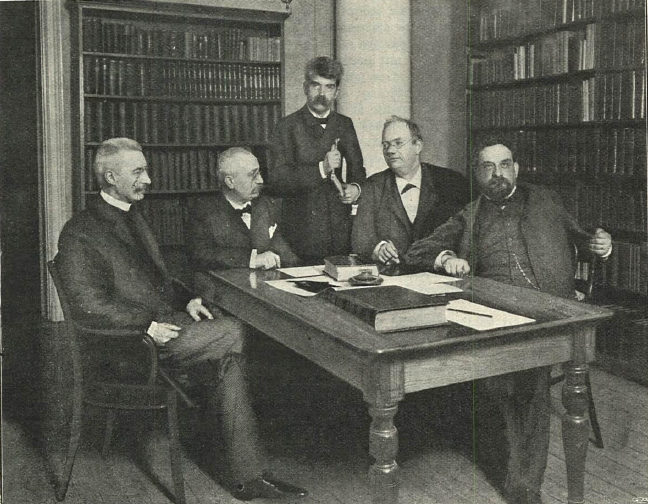
Bernhard Meijer (stående i mitten) som medlem av Nordisk familjeboks redaktion. Foto från 1903.

### Skönlitteratur
- Excelsior! : en fantasts historia. Stockholm: Bonnier. 1888. Libris 21710875. http://hdl.handle.net/2077/54016
- Dimman : Skådespel i fem uppträden. Svenska teatern, 99-1250025-3 ; 336. Stockholm: Bonnier. 1913. Libris 1640470
- Dramatiska interiörer. Svenska teatern, 99-1250025-3 ; 345. Stockholm: Bonnier. 1914. Libris 1640477

### Varia
- Om den sköna konstens väsende. Lund: Håkan Ohlsson. 1874. Libris 2907300 – Dissertation.
- Några ord om herr Strindberg och hans nya skådespel. Lund. 1878. Libris 1598952 – Av pseudonym: Jonas Hägg.
- Om den rätta betydelsen af ordet bildning. Stockholm. 1879. Libris 3058122
- Svensk-historiskt hand-lexikon. Samling af fack-lexika, 99-2457886-4 ; 1. Stockholm: Seligmann. 1882. Libris 2164696
- Svenskt literatur-lexikon. Samling af fack-lexika, under red. af B. Meijer ; 4. Stockholm. 1884-1886. Libris 2907301. https://runeberg.org/mbsvlitt/
- Gud: En gammal fritänkares nya gudsbegrepp. Stockholm: Sv. andelsförl. 1922. Libris 1472342

### Redaktörskap
- Nordisk familjebok : konversationslexikon och realencyklopedi innehållende upplysningar och förklaringar om märkvärdiga namn, föremål och begrepp. Stockholm. 1876–1899. Libris 78095 – Meijer var redaktör för band 1–3 och anonym medredaktör för band 14, spalt 283–1584 och band 15, spalt 1–1270 (bokstaven S). 
  -  Nordisk familjebok : konversationslexikon och realencyklopedi (Ny, rev. och rikt ill. uppl.). Stockholm: Nordisk familjeboks förl. 1904–1926. Libris 8072220. https://runeberg.org/nf/ – Meijer var redaktör för band 1–4 och för band 5 tillsammans med Theodor Westrin.
- Julkvällen : Publicistklubbens jultidning. Stockholm: Jos. Seligmann & co. 1881–1956. Libris 2819550 – Redaktör 1881–1886. Ansvarig utgivare 1900-1905.
- Kôersner, Vilhelm (1883). Politiskt hand-lexikon innehållande alfabetiskt ordnade artiklar i svensk stats-, kommunal- och kyrko-förvaltning, svensk statsförfattning, allmän folk- och statsrätt, finans-vetenskap samt främmande lands författning och förvaltning. Samling af fack-lexika, 99-2457886-4 ; 2. Stockholm: Seligmann. Libris 2094214
- Cleve, Per Teodor (1883). Kemiskt hand-lexikon. Samling af fack-lexika, 99-2457886-4 ; 3. Stockholm: Seligmann. Libris 2065949. https://runeberg.org/kemihlex/
- Juhlin Dannfelt, Herman (1886). Jordbrukarens hand-lexikon : en uppslagsbok i jordbruk, trädgårdsskötsel, skogshushållning, veterinärkunskap m.m.. Stockholm. Libris 2731221
- Gernandts konversationslexikon. Stockholm: Gernandt. Libris 2156921 – Band 1–4.